# Cordovín
Cordovín is een gemeente in de Spaanse provincie en regio La Rioja met een oppervlakte van 4,60 km². Cordovín telt 162 inwoners (1 januari 2016).

## Demografische ontwikkeling

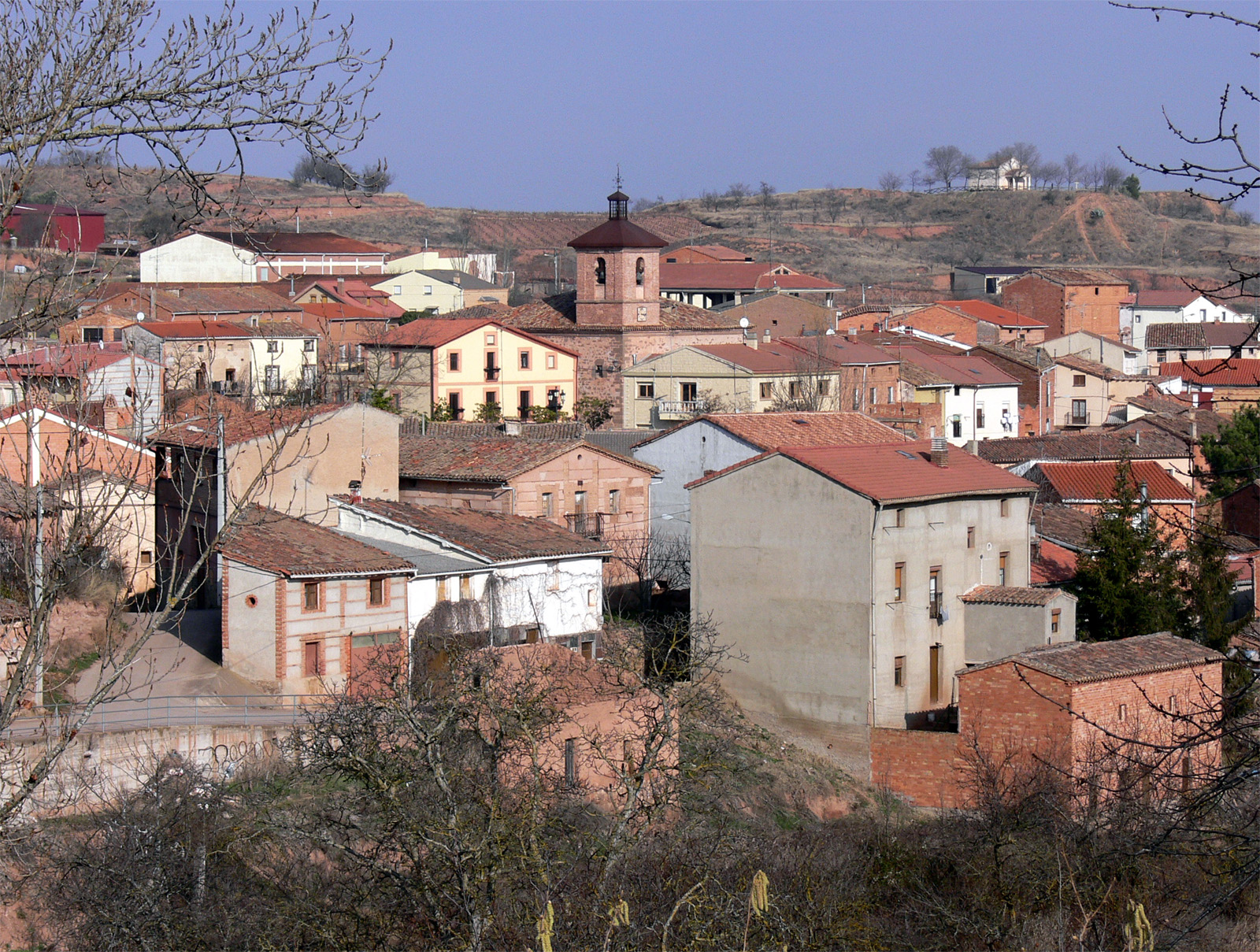
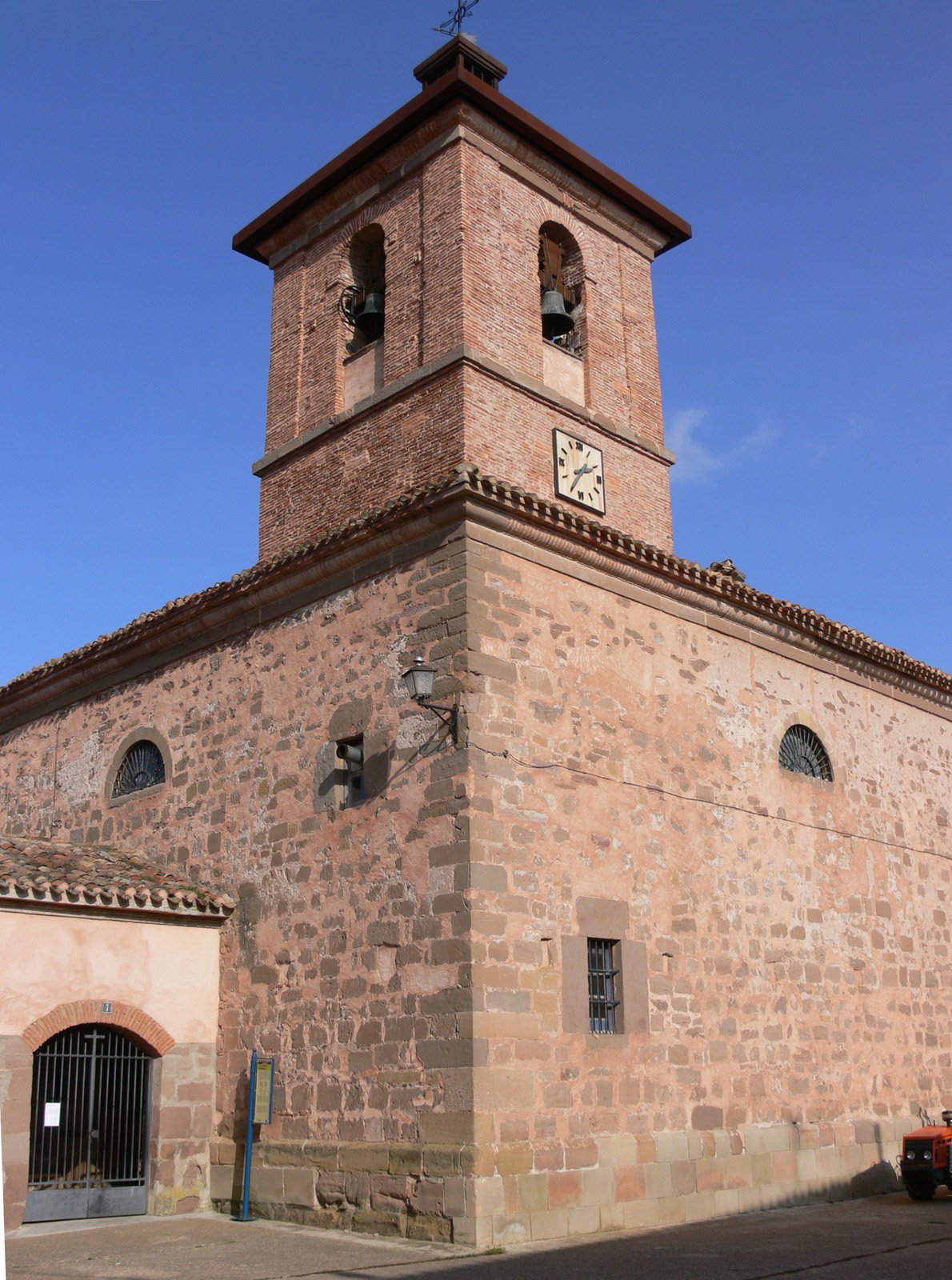
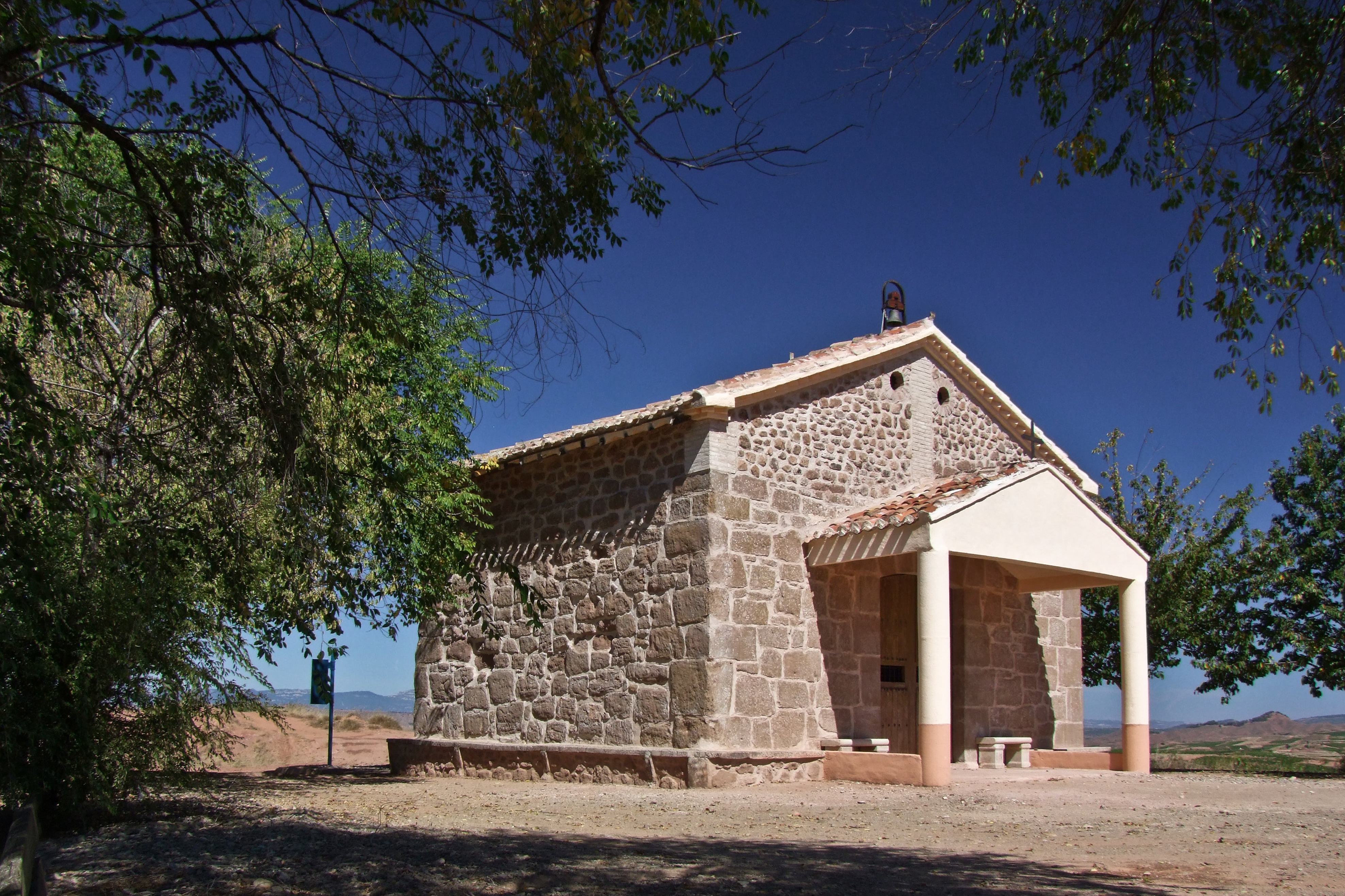

Bron: INE, 1857-2011: volkstellingen